# Guaza de Campos
 (août 2017).
Si vous disposez d'ouvrages ou d'articles de référence ou si vous connaissez des sites web de qualité traitant du thème abordé ici, merci de compléter l'article en donnant les références utiles à sa vérifiabilité et en les liant à la section « Notes et références ».
Guaza de Campos est une commune espagnole de la province de Palencia, dans la communauté autonome de Castille-et-León.